# Basilique du Saint-Sépulcre de Barletta
Pour la basilique du même nom située à Jérusalem, voir Église du Saint-Sépulcre (Jérusalem).
La basilique du Saint-Sépulcre est l'une des principales églises de la ville de Barletta dans la région des Pouilles dans le Sud de l'Italie. Comme son nom l'indique, les origines de la basilique conservent des liens étroits avec la Terre sainte et le tombeau de Jésus-Christ. 
Située dans une position stratégique importante entre deux voies de communication routière anciennes vers la mer Adriatique et la Via Traiana vers Rome, la basilique était un lieu de transit pour les pèlerins en route pour la Terre sainte. 

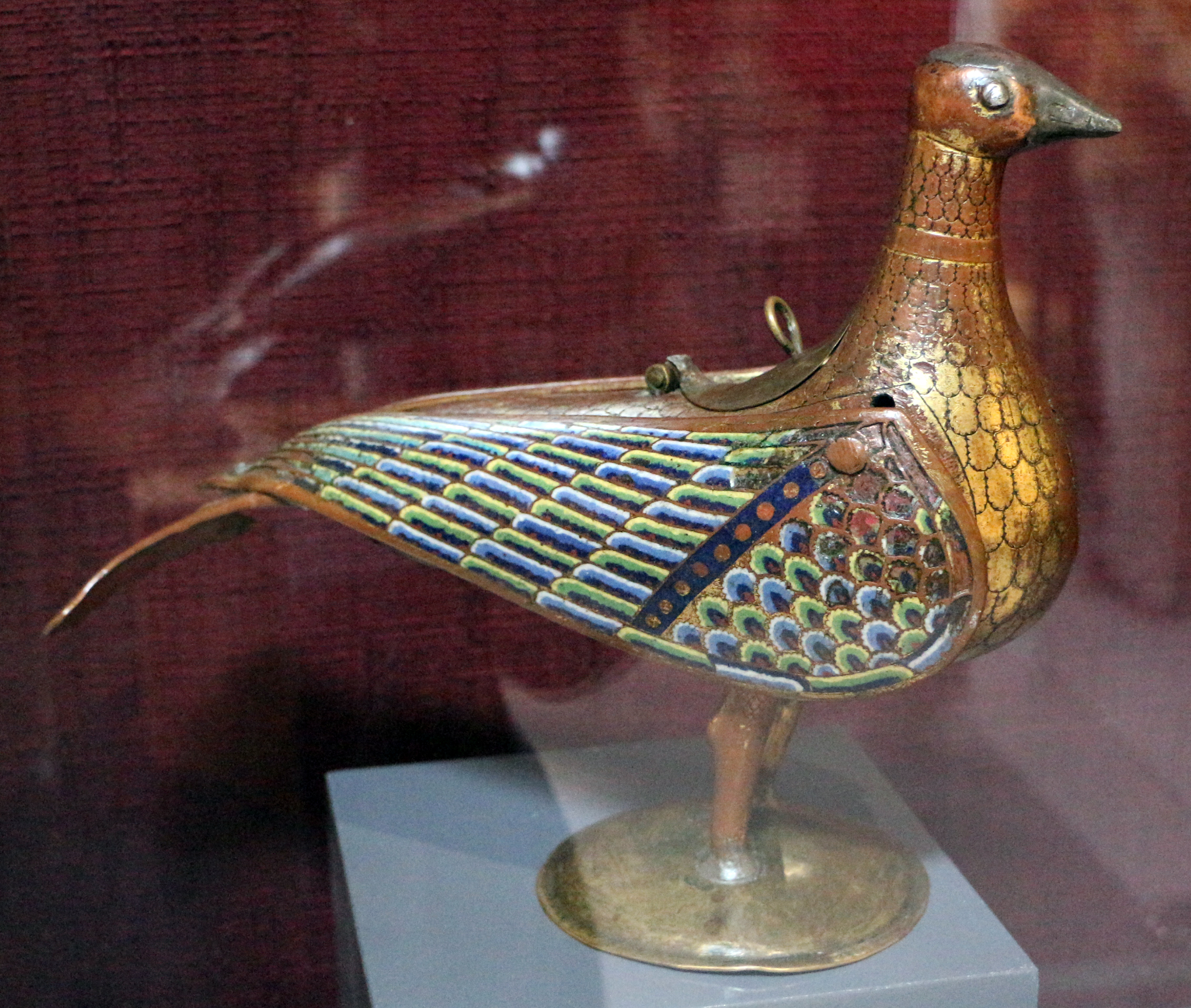
La colombe eucharistique.

Elle a été construite sur les ruines d'une église médiévale qui était adossée contre l'ancien hôpital des pèlerins. Elle remonte aux XIIe et XIIIe siècles. Le bâtiment actuel est le résultat de nombreux changements pendant le millénaire.
L'intérieur abrite le fameux Trésor de la basilique du Saint-Sépulcre, qui comprend :
- croix patriarcale ;
- le Tabernacle avec le Christ en majesté ;
- la colombe eucharistique en cuivre doré ;
- l'ostensoir datant du XIIe siècle.

## Histoire

### La basilique médiévale
Les origines de la basilique médiévale sont difficiles à dater. De nombreux historiens et les archéologues ont débattu sur cette question et la plupart d'entre eux ont situé la première construction dans la période comprise entre le XIe et XIIe siècles. Le plus vieux bâtiment d'origine remonte à 1061, dans une période antérieure aux croisades et la naissance de l'Ordre du Saint-Sépulcre. La ferveur chrétienne a conduit les pèlerins de l'époque à commencer un voyage vers les lieux de la Terre sainte et, dans ce cas, aurait été l'origine du nom de l'église du Saint-Sépulcre, à identique à celle de Jérusalem. 
Selon d'autres sources, les origines de la date de construction remonte à l'époque normande. Enfin, d'autres historiens témoignent de sa construction en 1130, la même année où elle a été reconnu par le pape Innocent III. Les premiers documents attestant avec certitude l'existence de l'église datent de 1130, il s'agit d'une bulle papale. La première fois, où il est fait référence à sa situation géographique remonte à 1138, dans une autre bulle du pape. En 1144, sont mentionnés les travaux de fondation pour le temple des Chevaliers du Saint Sépulcre, de retour de Palestine. 
L'un des derniers documents pontificaux qui attestent la présence de la basilique médiévale du Saint-Sépulcre à Barletta est la bulle papale du 14 juillet 1182.

### La basilique romane
La basilique romane fut érigée sur les ruines de l'église médiévale, à côté de ce qui fut l'Hôpital des pèlerins. Les origines de cette nouvelle basilique sont quelque peu incertaines. Certains auteurs situent sa construction au XIIe siècle, d'autres au XIIIe siècle sous le pontificat d'Innocent III. Une partie de la galerie située sur la principale porte d'entrée remonte à la basilique médiévale, ce qui amène à conclure que l'édifice roman n'a pas été construit à partir de zéro, mais en utilisant des parties de l'ancien édifice. La différence dans les styles de construction suggère que sa durée a duré pendant plus d'un siècle.

## Architecture

### La basilique médiévale
L'église médiévale a été construite face à l'Est, puis vers la Terre sainte, comme le voulait la tradition chrétienne. Elle était une vieille église de style Lombard. Le lieu de construction du bâtiment constituait alors un point stratégique d'intersection de deux routes importantes. 
La basilique a été complétée par d'autres bâtiments comme les hôpitaux et la maison des chanoines, qui avaient un accès direct avec l'église.

### La basilique romane
Au nord, la basilique tourne sa façade longitudinale vers le corso Vittorio Emanuele, à l'ouest se trouve l'entrée principale adjacente à la zone piétonne, qui conserve encore une petite partie de la véranda reliée à d'autres bâtiments.

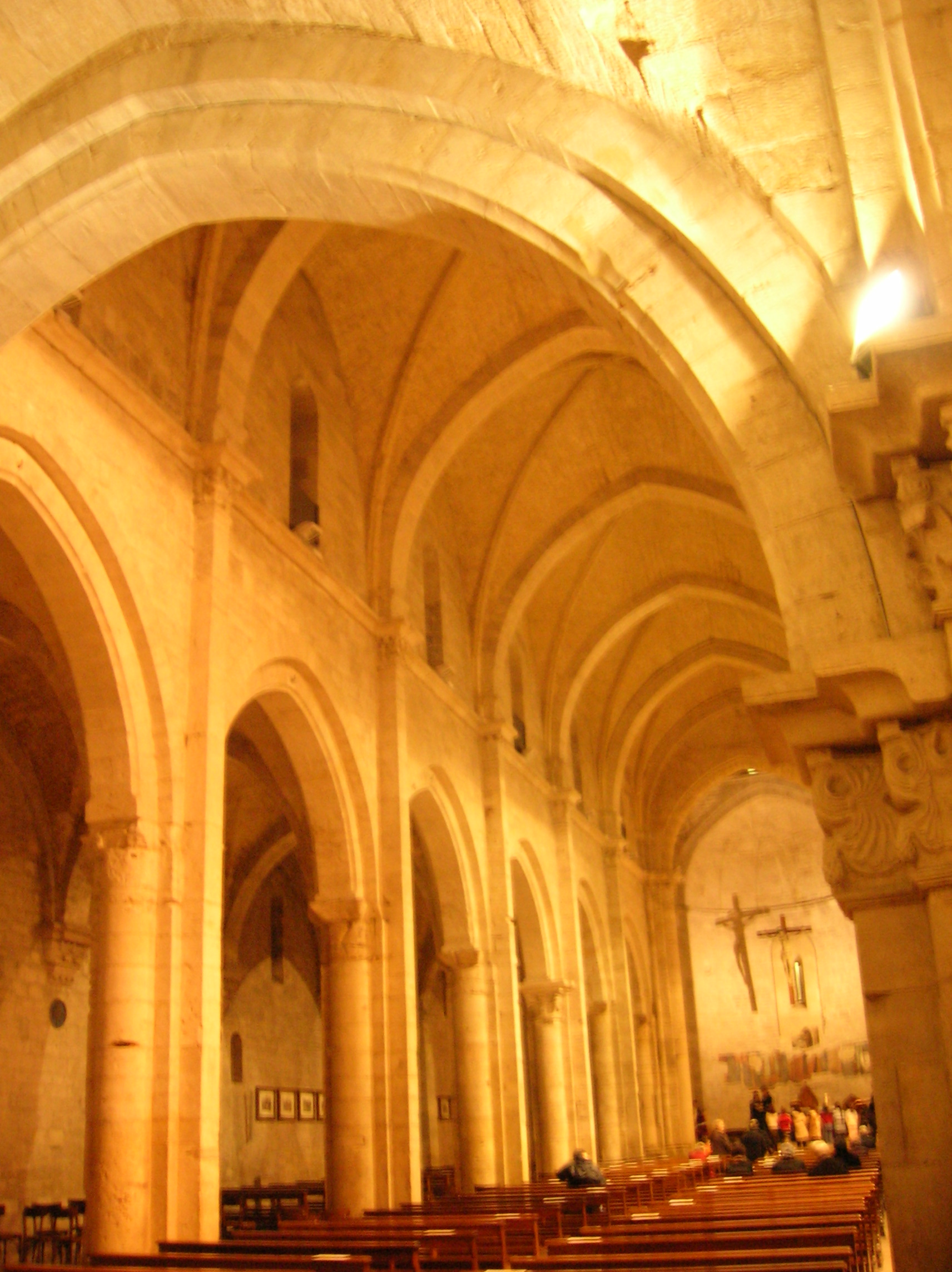
L'intérieur de la basilique.

### L'intérieur
La basilique possède trois nefs précédées par un narthex, divisées par sept baies, un transept et une abside au bout de la nef. Elle est divisée en sept travées d'arcs en ogive, situé sur l'entablement de l'intérieur de la nef centrale. La nef est donc constituée de sept quadrilatères, parfois recouvertes d'un manchon. 
À l'intersection de la nef et du transept se trouvent l'autel et le chœur. Sur l'autel principal se dresse une croix de bois. À gauche de la porte principale est fixée une plaque qui commémore la consécration de l'église et de l'autel qui a eu lieu 24 février 1726, œuvre de Don Nicolas Queralt, né à Barletta.

## Source
- (it) Cet article est partiellement ou en totalité issu de l’article de Wikipédia en italien intitulé « Basilica del Santo Sepolcro (Barletta) » (voir la liste des auteurs).